# Министерство обороны Великобритании
Министерство обороны Великобритании ответственно за реализацию государственной оборонной политики и одновременно является генеральным штабом британских вооружённых сил.
Минобороны декларирует главной целью защиту Соединённого Королевства и его интересов и укрепление международного мира и стабильности. С распадом Советского Союза и окончанием холодной войны Минобороны не предусматривает никакой краткосрочной возможности обычной военной угрозы и вместо этого определяет основными угрозами британским интересам оружие массового поражения, международный терроризм и несостоявшиеся государства. МО также осуществляет текущее управление вооруженными силами, разрабатывает планы на случай чрезвычайных ситуаций и ведет закупки вооружения.

## Ведомственные организации
- Флот
- Штаб армии
- Авиационное командование
- Начальник Объединенных операций
- Администрация оборонной инфраструктуры
- Агентство военнослужащих и ветеранов
- Оборонная научно-техническая лаборатория
- Оборонная группа поддержки
- Гидрографическая служба Великобритании
- Национальный музей армии
- Национальный музей Королевского флота
- Музей королевских воздушных сил